# 多數決民主
多數決民主（Majoritarian democracy），指依循多數統治的民主模式。典型為「西敏模式」（Westminster Model）。

## 意義
荷蘭學者阿伦·李帕特認為，多數決民主具有以下特徵：
- 社會結構同質，不需因地制宜，為中央集權國家
- 憲法為柔性憲法，只需國會過半數通過即可修改
- 選舉制度為單一選區多數決制
- 政黨體制為兩黨制政治
- 行政權行使為多數黨組閣之單一政府
- 無違憲審查權
- 不強調兩院制，採取國會一院制，或上議院不能否決下議院的提案，削弱上議院的權力
- 朝野政黨主張為單一面向
- 主張間接民主，反對公民投票

台灣政治家賴清德認為，民主制度具有以下特徵：
- 不是表決多數贏就可以了

## 缺失
- 多數決民主容易犧牲少數族群的利益。政策決定往往依循多數統治的原則，易忽略少數族群的需求。因此在公民教育上，常強調應有「尊重少數，服從多數」、「多數尊重少數，少數服從多數」的民主素養，避免出現多數暴力。
- 單一選區多數決制無法使少數族群及黨派有代表權。
- 相較於共識型民主及參與式民主，多數決民主容易造成社會撕裂，左右兩派誓不兩立，導致離心式政治出現。